# فيرا بيريوكوفا
فيرا ليونيدوفنا بيريوكوفا (الروسية: Вера Леонидовна Бирюкова ؛ من مواليد 11 أبريل 1998 في أومسك، أومسك أوبلاست، روسيا) لاعبة جمباز إيقاعية روسية، وحاملة الميدالية الذهبية ضمن مجموعة شاملة في الألعاب الأولمبية الصيفية 2016.

## روابط خارجية
- فيرا بيريوكوفا في الاتحاد الدولي للجمباز

- فيرا بيريوكوفا  على موقع اللجنة الأولمبية الدولية
- فيرا بيريوكوفا  على موقع SportsReference  - سبورتس رفرنس
- فيرا بيريوكوفا على إنستغرام